# بیوگورای
بیوگورای (به لهستانی:  Biłgoraj) یک منطقهٔ مسکونی در لهستان است که در شهرستان بیوگورای واقع شده‌است. بیوگورای ۲۰٫۸۵ کیلومتر مربع مساحت و ۲۷٬۱۰۶ نفر جمعیت دارد و ۲۱۲ متر بالاتر از سطح دریا واقع شده‌است.

## خواهرخوانده
شهرهای عفوله، کریلزهایم، Bilina، کلمه، لیتوانی، نوولینسک و ستروپکو خواهرخوانده‌های بیوگورای هستند.